# Abbéville-lès-Conflans
Abbéville-lès-Conflans è un comune francese di 229 abitanti situato nel dipartimento della Meurthe e Mosella nella regione del Grand Est.

## Storia

### Simboli
Lo stemma di Abbéville-lès-Conflans si blasona: 
Abbéville prende il nome dall'abbazia di Saint Martin-lès-Metz, a cui apparteneva all'inizio del Medioevo. Anche lo stemma comunale si riferisce ad essa, recando come figura principale un pastorale, chiaro simbolo dell'autorità di un abate. Le lettere A e V (per Abbatis Villa, in latino) ne rafforzano l'allusione e il significato.

## Società

### Evoluzione demografica
Abitanti censiti